# Кічерний
Кіче́рний — село в Жденіївській селищній громаді Мукачівського району Закарпатської області України.

## Історія
Кічерний вперше згадується у 1630 році під назвою Kiczorna.
Пізніші назви: 1645 — Kitsorna, 1851 — Kicsorna', 1913 — Nagycserjés.
У 2003 році відкрито Свято-Успенський чоловічий монастир Мукачівської єпархії Української Православної Церкви

## Населення
Згідно з переписом УРСР 1989 року чисельність наявного населення села становила 498 осіб, з яких 260 чоловіків та 238 жінок.
За переписом населення України 2001 року в селі мешкали 422 особи.

### Мова
Розподіл населення за рідною мовою за даними перепису 2001 року:
| Мова       | Відсоток |
| ---------- | -------- |
| українська | 99,52 %  |
| російська  | 0,48 %   |